# اوپلوسور
اوپلوسور (نام علمی: Oplosaurus) نام یک سرده از راسته خزنده‌کفلان است.